# Linia kolejowa Sowieck – Nieman
Linia kolejowa Sowieck – Nieman – linia kolejowa w Rosji łącząca stację Sowieck i granicę państwową z Litwą ze ślepą stacją Nieman-Nowyj. Zarządzana jest przez Kolej Kaliningradzką (część Kolei Rosyjskich).
Linia położona jest w obwodzie królewieckim. Na całej długości jest niezelektryfikowana i jednotorowa.

## Historia
Linia powstała, gdy Prusy Wschodnie należały do Niemiec. W latach 1945–1991 leżała w Związku Sowieckim. Od 1991 położona jest w Rosji.
W przeszłości linia biegła dalej do Stołupian, gdzie łączyła się z Pruską Koleją Wschodnią.